# Walterwerke
Das Walterwerk Kiel GmbH & Co. KG ist ein 1935 als Ingenieurbüro Hellmuth Walter gegründetes Kieler Familienunternehmen. Bekannt ist das Walterwerk durch den zwischen 1935 und 1945 produzierten Walter-Antrieb, einen thermodynamischen Antrieb für U-Boote und Flugzeuge. Heute produziert das Unternehmen nach erfolgreicher Rüstungskonversion verschiedene Anlagen zur Herstellung von Waffeln.

## Geschichte
Das Walterwerk wurde 1935 als Ingenieurbüro Hellmuth Walter von Hellmuth Walter in Kiel gegründet. Zunächst wurden dort die von Walter erfundenen thermodynamischen Antriebe für U-Boote und Flugzeuge gefertigt, anfänglich mit einem Mitarbeiter, im Jahr 1936 bereits mit 300 Mitarbeitern. 1939/1940 zog man in neue Werksräume am Tannenberg in direkter Nachbarschaft zum Nord-Ostsee-Kanal. Im Jahr 1945 waren in den Werken einschließlich Zwangsarbeitern 5000 Personen beschäftigt.
Nach dem Zweiten Weltkrieg wurde das Werk unter britische Kontrolle gestellt und Hellmuth Walter im Oktober 1946 mit einem Teil seiner Mitarbeiter nach England gebracht, um dort weiter am Walter-Antrieb zu arbeiten. 1949 kehrte er zurück nach Deutschland, und das Werk wurde wieder seiner Leitung übergeben. Doch wenige Monate später übersiedelte er in die USA. Dort arbeitete er bei der Worthington Corporation in Harrison (New Jersey).
Ab 1951 baute man auf dem Gelände nach erfolgreicher Konversion schließlich die erste Maschine für Presswaffeln; im Jahr 1958 wurde die erste „Jupiter“-Süßwaffelbackmaschine ausgeliefert. 1956 gründete Hellmuth Walter in Kiel die Hellmuth Walter GmbH, in der 1967 ein ziviles U-Boot mit Walter-Antrieb mit der Bezeichnung „Stint“ entworfen wurde.
Heute bietet Walter insgesamt 50 verschiedene Anlagen zur Produktion von Süßwaffeln in verschiedenen Größen, Waffelbechern, Monaka-Waffeln oder auch Käse-Waffeln. Seit 2018 stellt Walter mit den „Meteor“-Anlagen außerdem Produkte im Snackbereich her. Des Weiteren bietet Walter mit den „Mars“-C-Anlagen die Möglichkeit, Monaka-Waffeln und Presswaffeln herzustellen. Diese Anlagen werden in Asien nachgefragt.
Das Betriebsgelände umfasst 2,5 Hektar.

### Teigmischanlagen
Als Ergänzung zu den Waffelanlagen konstruiert Walter auch Teigmischanlagen in mehreren Varianten und Automatikstufen.